# كاتيغات

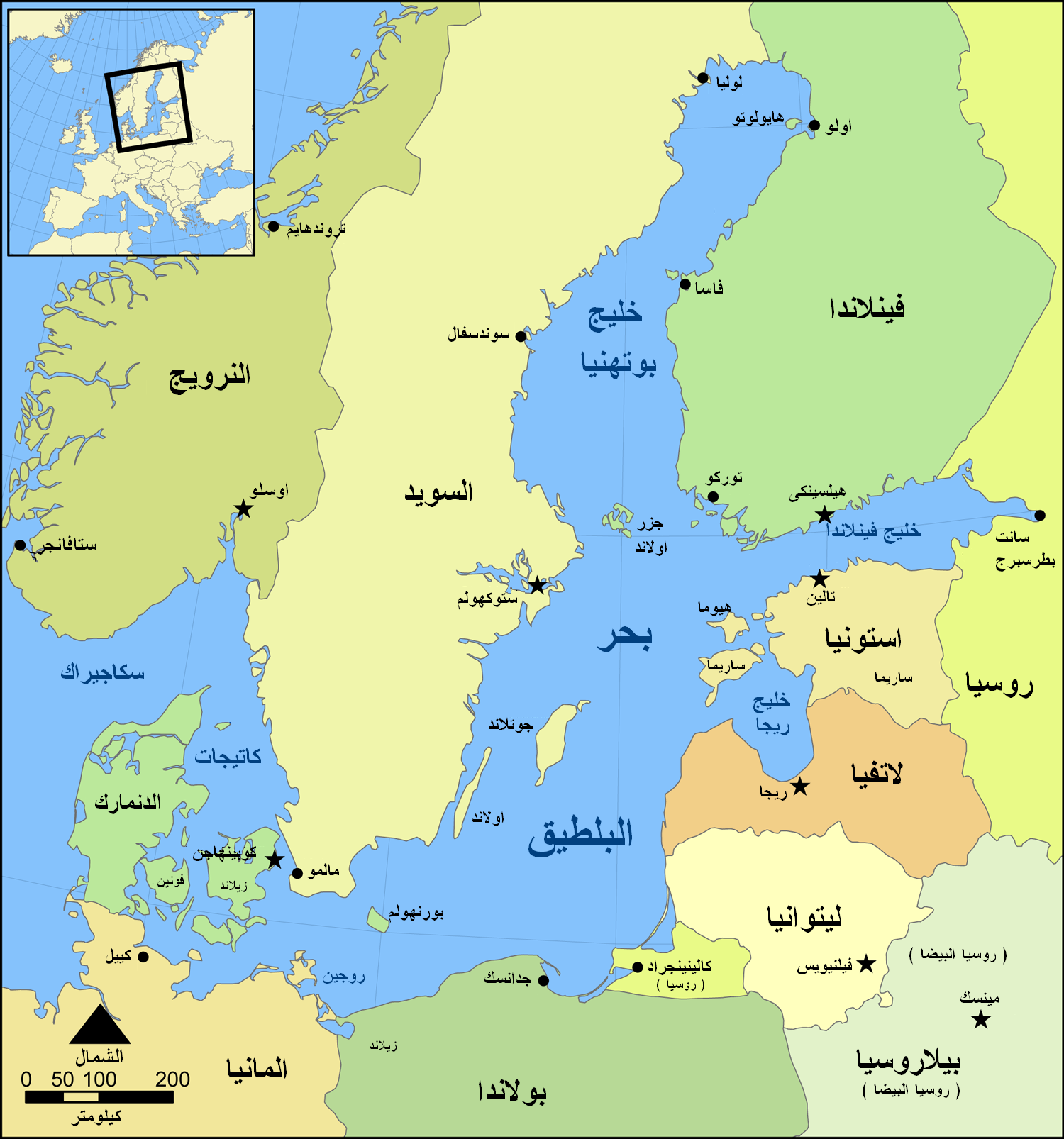

يقع خليج كاتيغات (Kattegatt) في شمال أوروبا. تحيط به الدنمارك والسويد ويتصل من الجنوب ببحر البلطيق عن طريق مضيق أوريسند وشمالا ببحر الشمال عن طريق بحر سكاغيراك.

## معرض صور

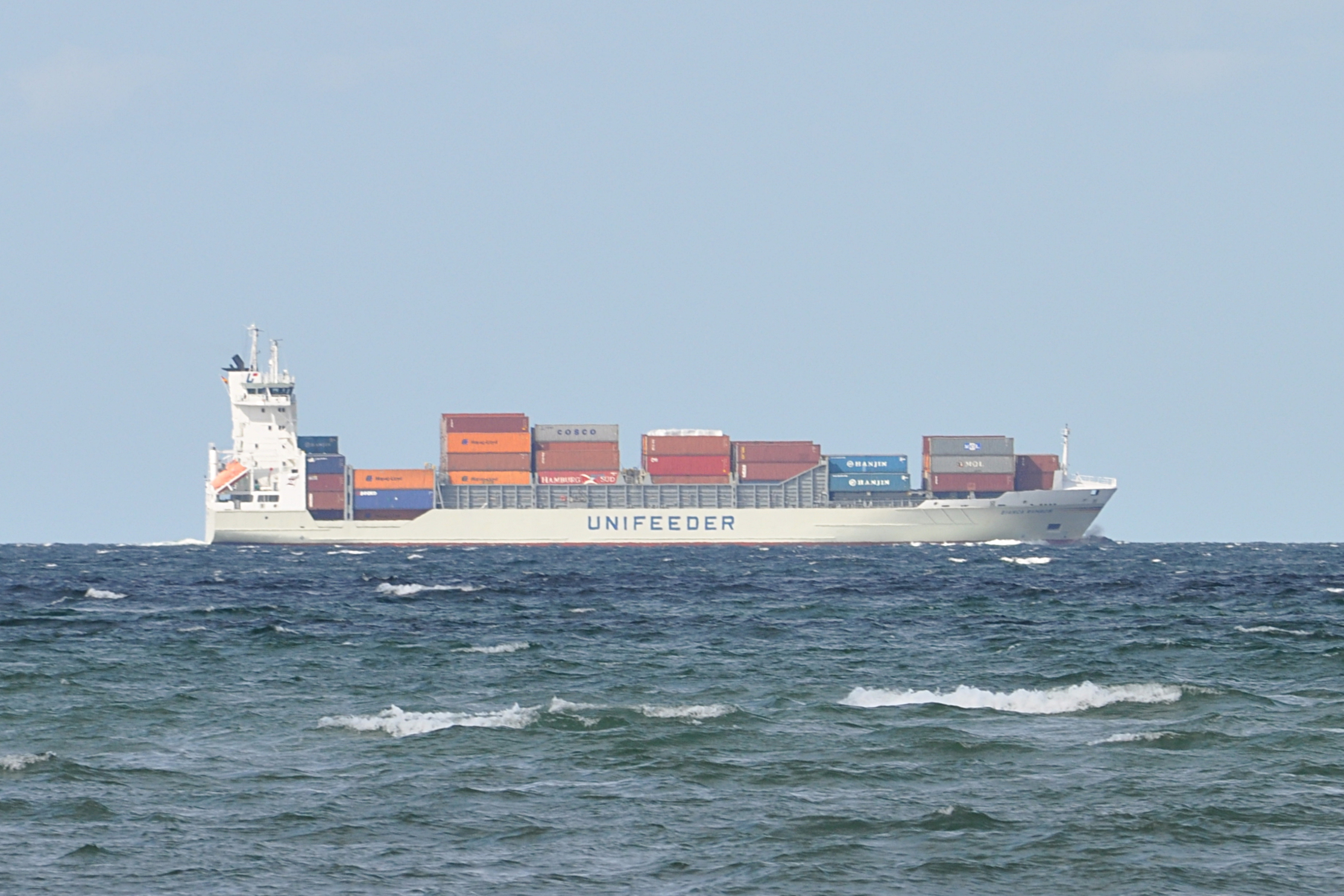
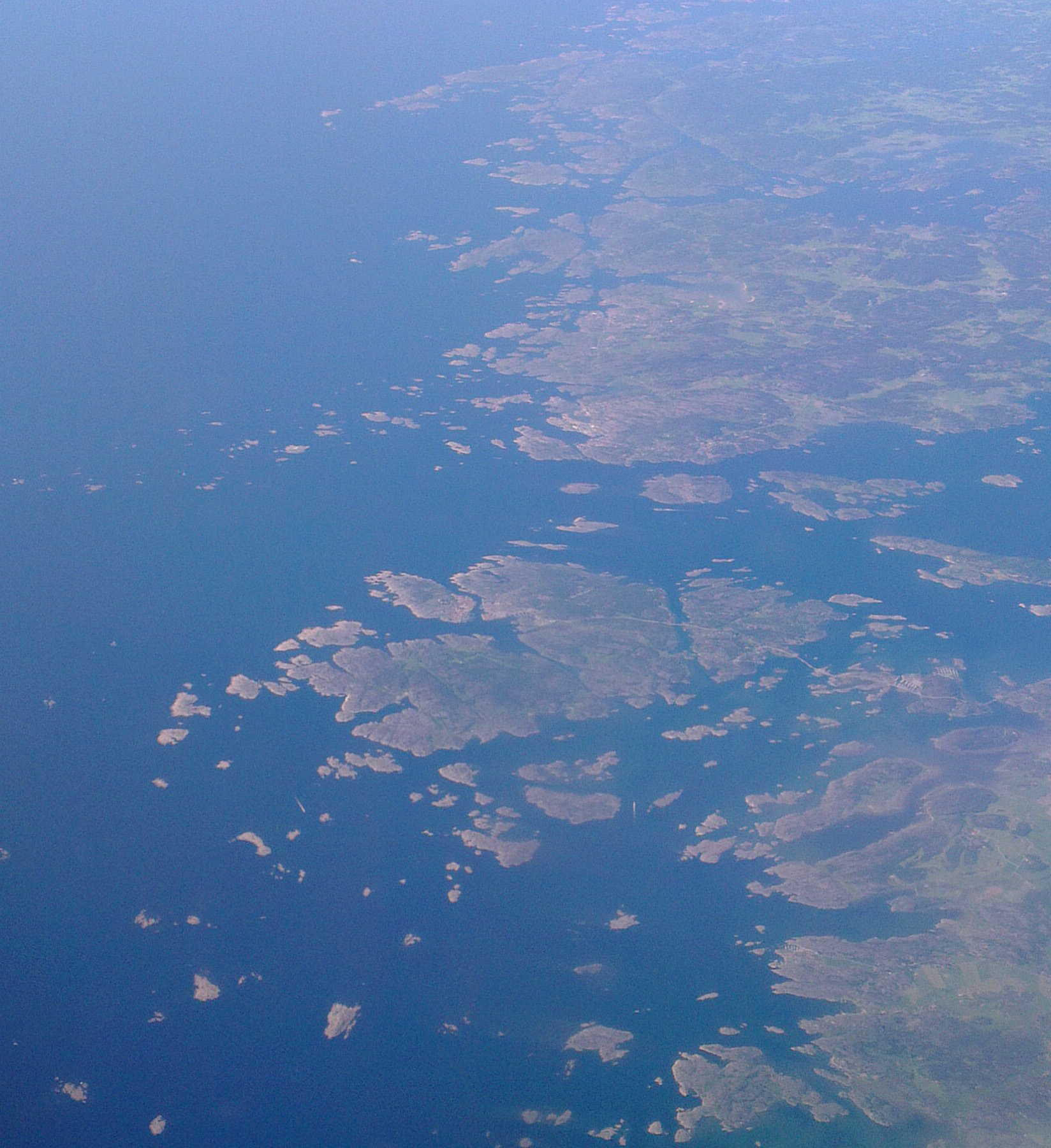
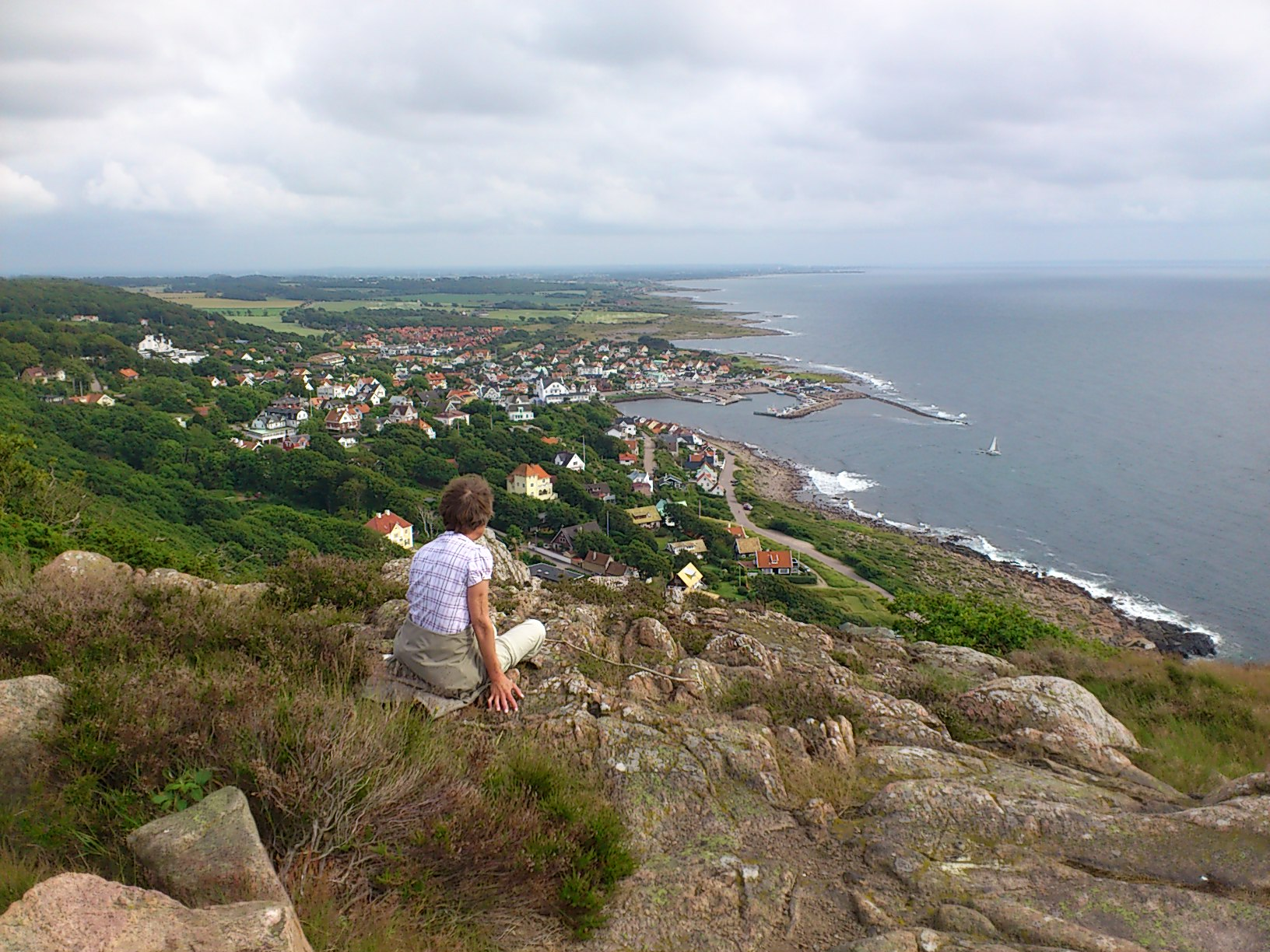
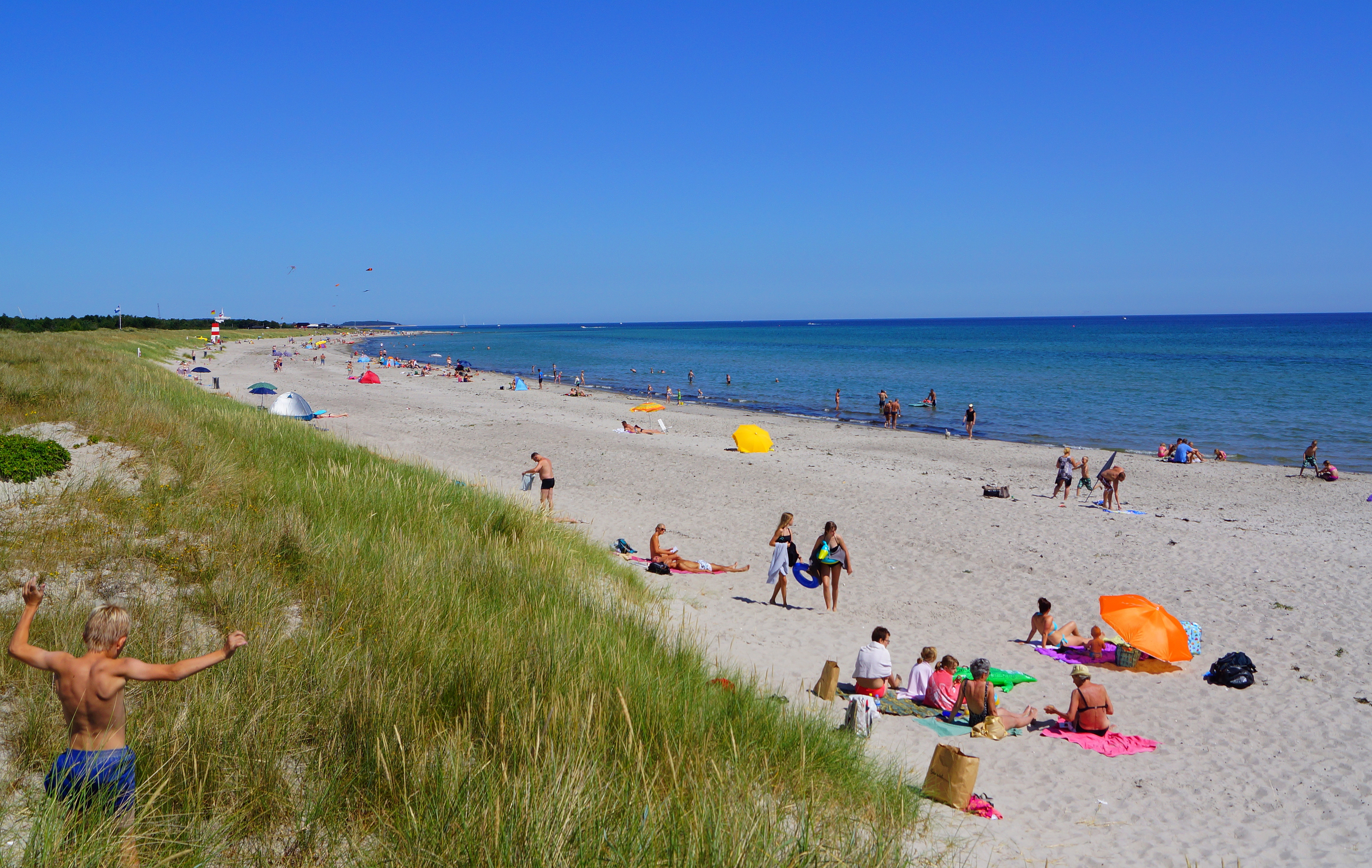
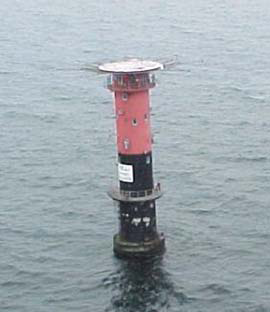
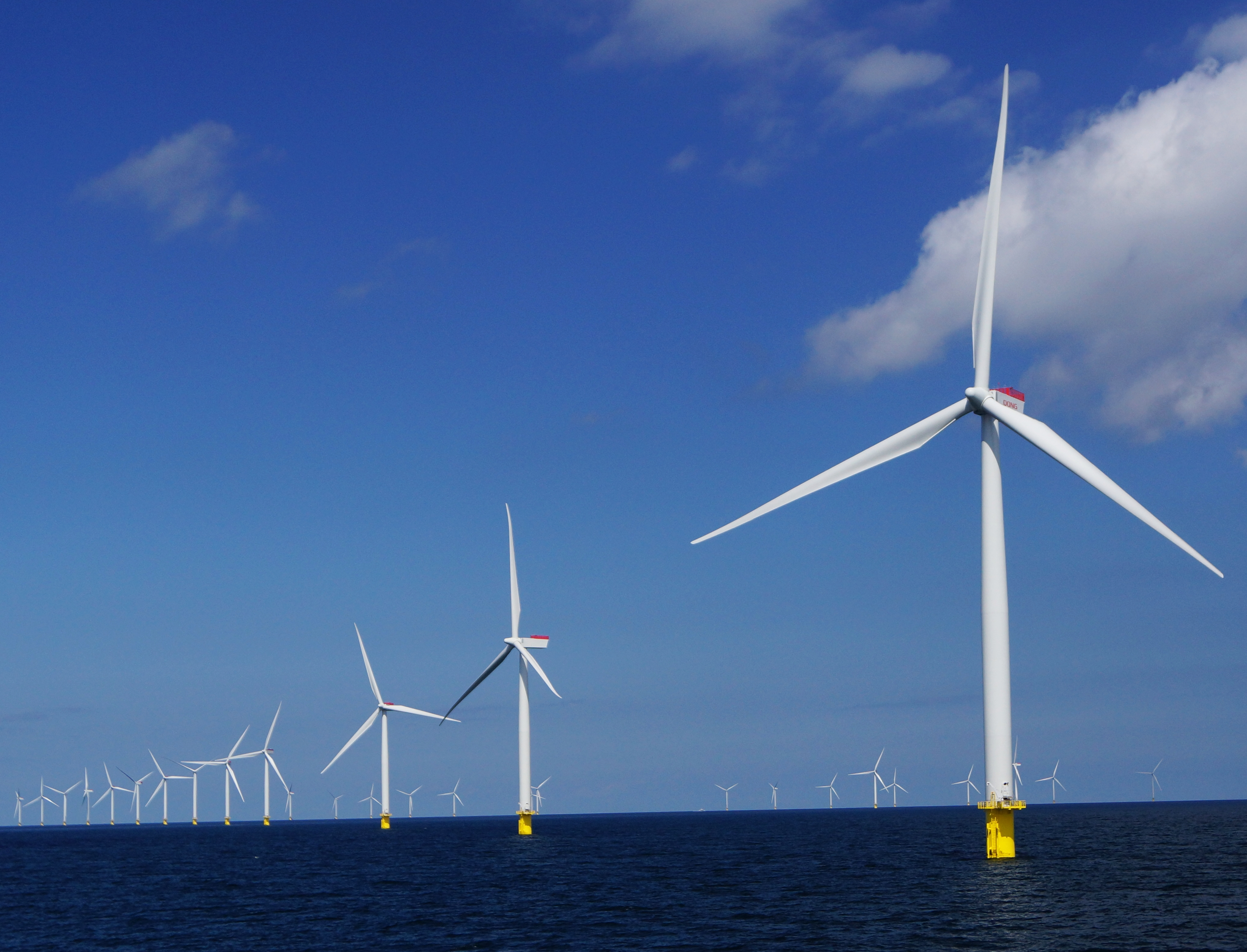